# Fair (Band)
Fair ist eine US-amerikanische Alternative-Rock-Band, gegründet 2005 in Seattle, Washington. Bekannt sind sie vor allem für das Album The Best Worst-Case Scenario aus dem Jahr 2006.

## Bandgeschichte
Fair ist ein Bandprojekt von Aaron Sprinkle. Der Musiker aus Seattle begann seine Karriere in den 1990er Jahren in verschiedenen Bands und war von 1999 bis 2004 solo unterwegs. Dann engagierte ihn das Label Tooth & Nail als Produzent und er nutzte die Gelegenheit, parallel dazu die Band Fair zu gründen. Er holte dazu drei Musiker, die ihn zuletzt schon bei seinen Soloauftritten unterstützt hatten: den Gitarristen Erick Newbill, selbst ein erfahrener Produzent, den Bassisten Nick Barber von seinen früheren Bands Poor Old Lu und Rose Blossom Punch sowie den Schlagzeuger Joey Sanchez, den er bei seiner Arbeit mit Jeremy Camp kennengelernt hatte. Sie nahmen 12 Songs auf, die bis auf eines, an dem Barber beteiligt war, von Sprinkle und Newbill geschrieben worden waren. Das Repertoire reichte von Alternative Rock bis zu gefühlvollem Gitarrenpop. Sie erschienen im Juni 2006 auf dem Album The Best Worst-Case Scenario. Trotz guter Kritiken gelang aber kein Charteinstieg und der kommerzielle Erfolg blieb begrenzt. Für die aufwendige Albumgestaltung gab es im Jahr darauf für den Gestalter Ryan Clark eine Nominierung bei den Grammy Awards in der Kategorie Bestes Aufnahme-Paket.
Sprinkle wollte zwar sofort das nächste Album angehen, es dauerte aber bis zum Februar 2010, bis der Nachfolger Disappearing World erschien. Erneut waren die Kritiken besser als der kommerzielle Erfolg und auch dieses Album kam nicht in die Charts. Danach lief das Projekt aus, ohne sich offiziell aufzulösen. 2013 setzte Aaron Sprinkle seine Karriere solo fort. Newbill und Barber veröffentlichten im selben Jahr das Debütalbum ihrer neuen Band Subways on the Sun, die sie mit Lars Katz gegründet hatten. Am 27. Juli 2019 spielten die Mitglieder von Fair und von Rose Blossom Punch ein gemeinsames Konzert in Seattle.

## Diskografie
Alben
- 2006: The Best Worst-Case Scenario
- 2010: Disappearing World

## Auszeichnungen
- 2007 für den Grammy Award in der Kategorie für das beste Aufnahme-Paket (Best Recording Package) nominiert